# Rio Aratingaúba

O rio Aratingaúba faz parte da bacia do Aratingaúba, localizada a sudoeste do município de Imaruí, região sul do Estado Brasileiro de Santa Catarina. A bacia do Aratingaúba tem como divisor de águas, a oeste, a Serra do Aratingaúba; a leste, o Morro Grande; a norte, a Serra de São Luís e, a nordeste, a Serra de Santa Albertina. Nesta última nasce o principal curso do rio, em terrenos do Parque Estadual da Serra do Tabuleiro, a 660 metros de altitude. O seu curso principal, de norte para sul, está sobre rochas do Pré-Cambriano e sedimentares da Formação Rio do Sul (Grupo Itararé), passa posteriormente sobre uma planície flúvio-delta-Iagunar e deságua na Lagoa do Imaruí, percorrendo uma extensão de aproximadamente 22 km. Com exceção desta planície flúvio-delta-Iagunar, onde ocorre solo do tipo glei húmico, profundo e arenoso, com acumulação de matéria orgânica, todo o restante da bacia é constituída por solos podzólicos vermelho-amarelo, com baixa fertilidade natural e bem drenados, com alto risco de erosão. Da jusante para a montante, cinco comunidades do município de Imaruí localizam-se nessa bacia: Costa de Baixo, São Tomás, Porto do Aratingaúba, Aratingaúba e Forquilha do Aratingaúba; assim como grande parte das comunidades de Sertão do Cangueri e Samambaia.